# Виксбург (Аризона)
Виксбург (енгл. Vicksburg) насељено је место без административног статуса у америчкој савезној држави Аризона.

## Демографија
По попису из 2010. године број становника је 597.
| Група             | 2000.    | 2010.       |
| Белци             | 0 (0,0%) | 434 (72,7%) |
| Афроамериканци    | 0 (0,0%) | 14 (2,3%)   |
| Азијати           | 0 (0,0%) | 0 (0,0%)    |
| Хиспаноамериканци | 0 (0,0%) | 145 (24,3%) |
| Укупно            | 0        | 597         |